# Tama (rivier)
De Tama (多摩川, Tama-gawa) is een rivier in de prefecturen Yamanashi, Kanagawa en Tokio en stroomt door het eiland Honshu, Japan. De Tama is officieel geclassificeerd als een klasse 1 rivier door de Japanse regering. De totale lengte van de rivier is 138 kilometer en het totale stroomgebied van de rivier is 1240 vierkante kilometer.
De rivier stroomt door Tokio, op de scheidslijn tussen Tokio en Kanagawa. De rivieroevers zijn veelal parken en sportvelden, waardoor de rivier een populaire picknickplaats is.

## Rivierkoers
De bron van de Tama is gelegen op de Kasadori-berg in Koshu in Yamanashi. Van daaruit stroomt de rivier oostwaarts door het bergachtige, westelijke Tokio, waar de Ogōchi Dam de Okutama vormt. Onder de dam, neemt de rivierstroom de naam Tama aan en stroomt het in oostelijke richting door Chichibu Tama Kai National Park naar Ome. Het stroomt vervolgens van het zuidoosten tussen de Tama-bergen en het Musashino Terras. Op Hamura is de bron van het historische Tamagawa Aquaduct gebouwd door de Tamagawa broers in 1653 om water te leveren aan Edo (het huidige Tokio). Verder stroomafwaarts, vormt de rivier de grens tussen Tokio en de stad Kawasaki in Kanagawa. Zij mondt uit in het zwaar geïndustrialiseerde Tokio, naast Luchthaven Haneda.

## Overstromingen
De Tama is erg gevoelig voor overstromingen, die door de eeuwen heen verwoestingen hebben aangericht in aangrenzende gebieden. Het is zelfs gebeurd dat de rivier van koers veranderde na massale overstromingen, waardoor nederzettingen in twee delen werden verdeeld. Dientengevolge zijn er verschillende locaties waar de plaatsnamen aan tegenoverliggende kanten van de rivier hetzelfde zijn, zoals Todoroki. De huidige koers van de rivier is sinds de overstroming van 1590 onveranderd.
Dijken bestaan al honderden jaren rondom de Tama, maar overstromingen hebben ze talloze malen verwoest. Uitgebreide ingenieursprojecten in de vroege twintigste eeuw hebben de overstromingsschade sterk weten te beperken, hoewel een tyfoon in 1974 overstromingen veroorzaakte en een dijk in Komae deed barsten, wat het wegvagen van negentien huizen tot gevolg had.
De dijken zijn sinds 1974 niet meer doorgebroken. Projecten om de dijken te versterken zijn sinds 1990 in operatie.
Zoals bij de meeste grote rivieren in Japan, worden de dijken op enige afstand van de rivier gebouwd om extra overstromingswater te kunnen tegenhouden. De open vlakte tussen de dijken en de rivier is bedekt met gras en struiken, hetgeen bruikbare groene en grote open ruimtes creëert, die op vele plaatsen als speelvelden worden gebruikt.

## Dieren
De snelle, naoorlogse verstedelijking van de omliggende gebieden eiste haar tol op de Tama. De kwaliteit van het rivierwater in de stedelijke gebieden kelderde vanaf 1950 verder, waardoor de rivier onbewoonbaar werd voor de meeste diersoorten. Bestrijding van de vervuiling en de officiële benaming van de rivier als een beschermd natuurgebied hebben inmiddels geleid tot de terugkeer van vele diersoorten.
Karpers, regenboogforellen, Japanse zalmen, iwana (Salvelinus), ugui (Tribolodon hakonensis) en ayu zijn allen bewoners van de Tama, in voldoende aantallen om beperkte commerciële visserij te laten plaatsvinden in bovenstroomse gebieden. Recente stappen om stuwen aan te sluiten bij vistrappen hebben geleid tot een sterke toename van het aantal ayu die stroomopwaarts migreren. Andere vissen, zoals de modderkruiper, bewonen de rivier eveneens, net als krabben, schildpadden en kreeften.
IJsvogels, witte kwikstaarten, Indische vlekbekeenden, blauwe reigers, Japanse brilvogels, Mandarijneenden en kokmeeuwen zijn veel geziene vogels bij de rivier. Verschillende soorten eend hebben een terugkeer gemaakt sinds de rivier in 1969 beschermd natuurgebied is geworden. Het groen tussen de dijken en de rivier trekken veel andere dieren.
In de zomer van 2002 werd Tama-chan, normaal gesproken een arctische mannelijke baardrob, voor het eerst gespot in de Tama. Daarmee werd dit een grote landelijke beroemdheid.
In de jaren daarna zijn er een groot aantal uitheemse soorten naar de Tama gemigreerd, waaronder tropische vissen, zoals piranha's. Aangenomen wordt dat dit mogelijk geworden is door de hogere temperatuur van het water van de rivier als gevolg van de opwarming van de aarde en het afvoerwater wat uit de zuiveringsinstallaties kwam stromen. Die hogere temperatuur staat tropische huisdiervissen, losgelaten in de Tama door oud-eigenaren, de Japanse winters te overleven. In de vroege jaren 2000, begon een man uit Kawasaki, genaamd Mitsuaki Yamasaki, een "vissenasiel" om huisdiervissen, die anders in de rivier gedumpt zouden worden door eigenaren, op te vangen.

## Andere benamingen
- Ichinose-gawa (Ichinose rivier) – de bovenste stroom
- Taba-gawa (Taba rivier) – de bovenste stroom
- Rokugo-gawa (Rokugo rivier) – rondom de riviermond

## Daklozen
Er leven veel daklozen langs de Tama. Veel van hen hebben met blauwe zeilen en hout hun eigen hutten gebouwd.

## Kunstmatige meren
- Okutama (meer)
- Shiromaru (meer)